# Bas-étai
Un bas-étai est un étai reprenant les efforts sur le mât au milieu de celui-ci et permettant d'en régler le cintrage et donc la courbure de la grand'voile. 
Susceptible de tenir pour le cintrage le  même rôle que les bas-haubans, il est utilisé pour recevoir la trinquette voire le tourmentin. Il peut être "largable" mais est alors qualifié de faux-étai.